# Município de Weathersfield (condado de Trumbull, Ohio)
O município de Weathersfield (em inglês: Weathersfield Township) é um município localizado no condado de Trumbull no estado estadounidense de Ohio. No ano de 2010 tinha uma população de 25.908 habitantes e uma densidade populacional de 429,17 pessoas por km².

## Geografia
O município de Weathersfield encontra-se localizado nas coordenadas 41° 10′ 07″ N, 80° 45′ 50″ O. Segundo a Departamento do Censo dos Estados Unidos, o município tem uma superfície total de 60.37 km², da qual 57.11 km² correspondem a terra firme e (5.39%) 3.25 km² é água.

## Demografia
Segundo o censo de 2010, tinha 25.908 habitantes residindo no município de Weathersfield. A densidade populacional era de 429,17 hab./km². Dos 25.908 habitantes, o município de Weathersfield estava composto pelo 94.4% brancos, o 2.71% eram afroamericanos, o 0.17% eram amerindios, o 0.54% eram asiáticos, o 0.01% eram insulares do Pacífico, o 0.25% eram de outras raças e o 1.93% pertenciam a duas ou mais raças. Do total da população o 1.28% eram hispanos ou latinos de qualquer raça.